# Stanislav Kostlivý
Stanislav Kostlivý (30. října 1877 Vídeň, Rakousko-Uhersko – 7. prosince 1946 Praha, Československo) byl lékař a vysokoškolský profesor. Založil slovenskou chirurgickou školu.

## Život
Stanislav Kostlivý se narodil ve Vídni v rodině ministerského rady, náměstka ředitele meteorologické stanice na Hohe Warte. Jeho rodiče se otevřeně hlásili k české národnosti. Navštěvovali Slovanskou besedu, kde našli přátele ze Slovenska (dr. Blaho, dr. Štefánik) i z jiných slovanských národností. Navštěvoval c.k. státní gymnázium ve Vídni XIX, maturoval v roce 1896. Vystudoval medicínu na Lékařské fakultě Vídeňské univerzity, kde promoval v roce 1902. V Slovanské besedě poznal i svou manželku Bohuslavu Rezkovou (dceru českého ministra v Rakousko-Uhersku Antonína Rezka a nejmladší dcery básníka Karla Jaromíra Erbena). Vychovali spolu tři dcery – Ludmilu (1903–?), Bohuslavu (1910–1997) a Marii (1914–1993).
Po jednom a půl roku práce na chirurgicko-gynekologickém oddělení Všeobecné státní nemocnice ve Vídni odešel na chirurgickou kliniku LF Karlo-Ferdinandově univerzity profesora Otakara Kukuly v Praze. Po dosažení odborné kvalifikace dostal místo primáře ve Třebíči.
Roku 1919 se celá rodina přestěhovala do Bratislavy, kde vznikla Univerzita Komenského. Kostlivý zde byl jmenovánán profesorem chirurgie, a v letech 1920–1940 působil jako přednosta chirugické kliniky Lékařské fakulty (LF UK). V letech 1919–1921 byl prorektorem univerzity, v letech 1923–1924 rektorem, poté v letech 1924–1925 znovu prorektorem. Po roce 1939 se poměry na Slovensku výrazně změnily – v roce 1941 musel z univerzity odejít. Do konce života už žil v Praze na penzi, protože se pro něj nenašlo místo. Po skončení války ho jeho přátelé a žáci volali zpět na 1. chirurgickou kliniku do Bratislavy, ale nemoc mu to nedovolila. Zemřel 7. prosince 1946. Pochován je na Olšanském hřbitově v Praze ve společné hrobce s manželkou a předky.

## Kariéra
- 1903–1905 aspirant a suplující sekundář Všeobecné státní nemocnice ve Vídni
- 1905 – operační elév České chirurgické kliniky LF Karlo-Ferdinandově univerzity v Praze
- 1906–1909 asistent České chirurgické kliniky LF KFU v Praze
- 1909–1919 primář a ředitel všeobecné veřejné nemocnice v Třebíči
- 1912 – habilitovaný pro obor první pomoc a následky úrazu na LF KFU v Praze pro Českou vysokou školu technickou v Brně
- 1912–1919 soukromý docent ČVŠT v Brně
- 1919–1941 řádný profesor chirurgie LF Univerzity Komenského v Bratislavě
- 1920–1940 přednosta chirurgické kliniky LF UK
- 1923/24 – rektor Univerzity Komenského
- 1919/20, 1920/21, 1924/25 – prorektor UK
- 1941 – chirurgická klinika v Praze

## Dílo
- Během působení v Třebíči habilitoval spisem O chronických tyreotoxikózách.
- V Bratislavě založil chirurgickou kliniku.
- Jeho inaugurační přednáška měla název „Cesty a Cíle moderní chirurgie“.
- Ve své vědeckovýzkumné činnosti a klinické praxi se zaměřoval na chirurgii endokrinních žláz, speciální strumy, léčbu gastro-jícnové vředy, tuberkulózu plic, kterou léčil torakoplastikou. Zabýval se problémy urologie, traumatologie a chirurgické rentgenologie.
- Byl zakladatelem slovenské chirurgické školy – vychoval několik generací významných lékařů.
- Od roku 1947 jsou na jeho počest na Slovensku každoročně pořádány chirurgické kongresy – Kostlivého dny.

## Ocenění
- Komtur jugoslávského Řádu sv. Sávy II. a III. třídy
- Doktor honoris causa UK v Bratislavě 1946